# المستريحة (فلم)
المستريحة هو فيلمّ مصريٌ بدأ عرضه في 1 يناير 2025.
لفظ المِستريّح يُطلق في مصر غالباً على المحتالين الذي يأخذون أموال المدخرين، ويوهمونهم بأنهم يريدون استثمارها.

## قصة الفيلم
شاهيناز (ليلى علوي) سيدة تقوم بالاحتيال على رجال الأعمال، وتسعى للحصول على ماسة يملكها أحدهم (بيومي فؤاد).

## إنتاج الفيلم
الفيلم من بطولة ليلى علوي، ومحمد رضوان، وبيومي فؤاد، ومحمود الليثي، ومصطفى غريب، وعمرو وهبة، ونور قدري، وعبد الرحمن ظاظا، وهو من تأليف محمد عبد القوي، أسامة حسام الدين، أحمد أنور، أحمد سعد والي، وإخراج عمرو صلاح.
الفيلم هو العمل السادس الذي يجمع بين ليلى علوي، وبيومي فؤاد، بعد ماما حامل، وشوجر دادي، جوازة توكسيك، الصندوق الأحمر، ماما حلوة.

## إيرادات الفيلم
فشل الفيلم في أن يكمل أسبوعه الرابع في دور العرض، ففي 22 يناير 2025، بدأ سحبه من دور العرض بعدد أن حقق حوالي 1.3 مليون ج. م. ليكون الأضعف جماهيرياً بين أفلام ليلى علوي في السنوات العشر الماضية.

## وصلات خارجية
- المستريحة على موقع قاعدة بيانات الأفلام العربية
- المستريحة على موقع قاعدة بيانات الفيلم (الإنجليزية)
- المستريحة على موقع ليتربوكسد (الإنجليزية)

## مصدر
1. 1 2  دور العرض تقرر رفع فيلم المستريحة بعد 3 أسابيع فقط.. ما السبب؟ نسخة محفوظة 2025-02-28 على موقع واي باك مشين.
2. ↑  إيرادات فيلم المستريحة لـ ليلى علوي تتراجع في شباك التذاكر لليوم الثالث نسخة محفوظة 2025-01-19 على موقع واي باك مشين.
3. 1 2  موعد عرض فيلم «المستريحة» لـ ليلى علوي في السنيمات
4. ↑  ما معنى "مستريح" في مصر؟ .. وكيف يحتال على المواطنين؟ نسخة محفوظة 2024-05-22 على موقع واي باك مشين.
5. ↑  ما هي ظاهرة "المستريح" ولماذا تنتشر في مصر؟ نسخة محفوظة 2025-03-10 على موقع واي باك مشين.
6. ↑  ليلى علوي وبيومي فؤاد.. ثنائية فنية في السينما والمسرح للمرة السادسة